# 若宮亮
若宮亮（わかみや りょう、1982年10月2日 - ）は、日本の男性俳優。東京都新宿区出身。劇団エムキチビート所属。
血液型はA型。身長179cm。体重67kg。靴のサイズ28.5cm。

## 経歴・人物
2004年より芸能プロダクションZONE、移籍を経て、2015年3月31日まで株式会社bambooに所属。
現在は劇団エムキチビートに所属している。
2007年12月、演劇ユニットだったエムキチビートを元吉庸泰とともに劇団化。
2018年7月、エムキチビート主宰元吉庸泰とともに合同会社E-Stage Topiaを設立。会社の代表となる。
個人での活動としては、『R』企画というものがある。観客参加型の体感演劇と銘打って、年に1度のペースで様々なシチュエーションで公演を打っている。
『R』企画では脚本も担当している。
2015年10月に行った『R』企画、アイドルを育てる演劇『アイドルR』にてプロデュースしたアイドルグループ『Rainbow☆Moonstar』の楽曲を手掛けたのを初めとして、E-Stage Topiaプロデュース公演で作詞作曲や自身も歌唱を披露するなど音楽活動も行っている。
趣味はオシャレをすることで、公式ブログにて毎月1回「若宮コレクション」と称し、1か月分の私服のコーディネイトをまとめてアップしている(2020年10月-2022年2月現在までは停止中)。
スニーカーのコレクションも数多く150足以上のスニーカーを所有。
また、身体を動かすことも好きで、柔道初段の資格を有している。
特技は、殺陣、纏振り、1歳の時から続けている阿波踊りなど。
時代劇、現代劇、2.5次元作品、ミュージカルとジャンルを問わず幅広く活動。 舞台出演タイトル数は100を超える。 
舞台作品だけでなく、東京湾を一周しながら演目を楽しめる御座船安宅丸では徳川家光将軍役を、また、日本橋の街でツアーをしながら上演されている日本橋シアトリカルツアーでは弥次喜多の喜多八役を演じるなど劇場以外の場所でも幅広く活躍している。
俳優業とともに近年では様々なキャスティング、舞台プロデュース、企業での企画開発等も多数手がける。
過去にはモデルとしての活動も行っていた。

## 出演作品

### 舞台
- 2006年10月　黒薔薇少女地獄『F. F』マスダ役（江古田ストアハウス）
- 2007年3月　エムキチビート第四廻公演『昇鳴蛇-cryme:snake』主演ヒダカ役（阿佐ヶ谷アルシェ）[3]
- 2007年5月　Z団第四回公演『ハナレウシ』殺陣集（新宿シアターサンモール）
- 2007年8月　bamboo プロデュース公演『エンジョイチルドレン』クレバヤシシンジ役（中野MOMO）
- 2007年12月　エムキチビート第五廻公演『夜光星ディスコルーム』主演アサヒ役（参宮橋TRANCEMISSION）[4]
- 2008年4月　アロッタファジャイナ番外公演　松枝組『ゴールデンウィークにお芝居を』主演松枝役（渋谷ギャラリールデコ）[5]
- 2008年5月　エムキチビート第六廻公演『LAPUTA FALL-ラピュータフォール』ナカジマ役（大塚萬劇場）
- 2008年6月　『鋼鉄三国志歌劇舞台～深紅の魂よみがえりしとき～』姜維伯約役（五反田ゆうぽうとホール）
- 2008年8月　アロッタファジャイナ第九回公演『ルドンの黙示』ザクロ将軍役（新国立劇場）
- 2008年10月　エムキチビート　イベントact『L・I・V・E』vol.1『say hello to future』 主演N役（池袋GEKIBA）
- 2008年12月　ギリギリエリンギ『THE BEST of 1K』[6]
  - 『にのうで』東役
  - 『THE DRAW』那須役
  - 『4人の男』山田役（新宿サンモールスタジオ）

- 2009年2月　エムキチビート　イベントact『L・I・V・E』vol.2
  - 『摂氏、ON！』　若宮役
  - 『Valentain's Dance』鈴木優役
  - 『バレンタインディ・チョコレート・トレイン』主演鈴木優役（脚本・演出・出演）（神楽坂SESSIONHOUSE）

- 2009年4月　アロッタファジャイナ第十一回公演『偽伝、ジャンヌ・ダルク』 ・アランソン侯ジャン二世 ・リッシュモン大元帥 ・パリ大学学生ジャン（架空の人物） ・シャルル王太子妃の母ヨランド・ダラゴン ・ジャンヌの兄ジャックマン ・ベッドフォード侯ジョン・オブ・ランカスター ・神の声 （池袋シアターグリーンBASETHEATER）
- 2009年6月　エムキチビート第七廻公演『昇鳴蛇-Cryme:Snake』主演ヒダカ役（池袋シアターグリーンBIGTREETHEATER）
- 2009年8月　西新宿ヤンキース旗揚げ公演『RE:SET』ヤン・チュウロン役（新宿村LIVE）
- 2009年8月　エムキチビート　イベントact『L・I・V・E』vol.3
  - 『変・速・機！』　若宮役
  - 『HERO!HERO!!HERO!!!』小林虹男役（脚本・演出・出演）（参宮橋TRANCEMISSION）

- 2009年9月　bambooプロデュース公演2『湯河原ドリフターズ』　小池不二雄役（千本桜ホール）
- 2009年10月　エムキチビート企画公演一人芝居『Fight Alone』『告白』モテ・モテ男役（脚本・演出）　『正義』男A男B役（脚本・演出）（渋谷ギャラリールデコ）
- 2009年12月　エムキチビート第八回公演『エレクトリック：サーカス∴デイズ』主演　沢登マナブ／トワ役（大塚萬劇場）
- 2009年12月　中野ヤンキース『RE:VENGE』乗峯和郎役（キッチンNAKANO）
- 2010年3月　bambooプロデュース公演3『ビリガキ』奥井廉治役（千本桜ホール）
- 2010年5月　『R』企画1stColor BAR『R』『L a T』バーテンダー若宮役（恵比寿駅前バー）
- 2010年7月　エムキチビート2×2Act『90%VIRGIN』326役『終末の天気』俳優役、主演演出家役（渋谷ギャラリールデコ）
- 2010年10月　『R』企画『BARthDAY paRty』（恵比寿駅前バー）
- 2010年12月　エムキチビート第九廻公演『ワールズエンドフライバイユー』主演ハジメ役（新宿シアターサンモール）
- 2011年3月　Func A ScamperS 009 ♯07『僕の後悔はジュリアナ』芦田明役（三軒茶屋シアタートラム）
- 2011年4月　『R』企画2ndColor　SCHOOL『R』『S.S☆DANCE』若宮先生役（世田谷区ものづくり学校）
- 2011年5月　アリーエンターテインメント『CABARET ON THE SEA』菊田役（池袋シアターグリーンBIGTREETHEATER）
- 2011年6月　Kitty-Guys　4周年興行『TOY STORYS』ゲスト（菊池役、高原役）（阿佐ヶ谷アルシェ）
- 2011年7月　MU『5分だけあげる』小笠原先生役（王子小劇場）
- 2011年10月　オレイロ×『R』若宮亮×髙木俊2人芝居『TRAVELING-あの日の約束-』広瀬巧役、岡崎哲平役、星真一郎役（新宿シアターミラクル）
- 2011年11月　エムキチビート2×2Act2『さかいめ』メメント役　『ハコブネ』高橋役（恵比寿駅前バー）
- 2012年2月　TUFF STUFF　HYBRID PROJECT vol.6『FLYING PANCAKE』藤代工太役（中目黒キンケロシアター）
- 2012年4月　エムキチビート第十廻公演『I was Light』主演ハイバ役（新宿シアターサンモール）
- 2012年5月　エッジワークス×Andem『スパイス刑事』　燈牙羅志役（池袋シアターグリーンBIGTREETHEATER）
- 2012年7月　『プール・サイド・ストーリー』川崎幸雄役（高円寺明石スタジオ）
- 2012年8月　アリーエンターテインメント『CABARET ON THE SEA』（再演）菊田役（池袋シアターグリーンBIGTREETHEATER）
- 2012年12月　ユニットブルージュ 第五回公演 『甲斐のくのいち』義斗役（座・高円寺）
- 2013年1月　ざ☆よろきん「吉原火消し衆～東雲編～ 」半七役（池袋シアターグリーンBIG TREE THEATER）
- 2013年3月　エムキチビート第十一廻公演「夜行星ディスコルーム」(池袋シアターグリーン BOX in BOX THEATER)
- 2013年3月　蜂寅企画「鉄火のいろは」神谷役（ウエストエンドスタジオ）
- 2013年4月　朗読男子「戦国ホスト倶楽部」「戦国ホスト倶楽部2号店」黒田才牙役（笹塚ファクトリー）
- 2013年5月　エビス駅前バープロデュース Reboot「したごころ、」（恵比寿駅前バー）
- 2013年7月　第14帝國「元帥と七人の侍」若宮大佐役（SPACE107）
- 2013年9月　宇宙食堂　舞台版「プラネタリウムを作りました。～2023年、それでも君の頭上には2000億の星～」西脇レン役（東京芸術劇場　シアターウエスト）
- 2013年10月　『R』企画『ホストR』脚本・演出・出演　(新宿ATTIC)
- 2013年10月　蜂寅企画「つかのま真打ち」小磯役（シアター風姿花伝）
- 2013年11月　「SOU-双・相・想-」若宮亮役（ザムザ阿佐ヶ谷）
- 2014年1月　エムキチビート第十二廻公演「黎明浪漫譚-れいめいロマンティック-」チャーリー役（吉祥寺シアター）
- 2014年4月　演劇ユニットランニング第四回本公演「SOU-双・相・想2-」主演　大塚陽介役（ザムザ阿佐谷）
- 2014年5月　シアターキューブリック「七人みさき」仙石秀久役（あうるすぽっと）
- 2014年6月　エムキチビート一人芝居企画Fight Alone 4th脚本・演出・出演（エビス駅前バー ）
- 2014年6月　「『Freak box -the:FINAL-』世にも奇妙なフリークス達によるパフォーマンスショー最終章～」ゼウス役（シアターグリーン　BOX in BOX THEATER）
- 2014年8月　「ROCK ON!!-俺達のイスタンブール-」ヒデ役　(笹塚ファクトリー)
- 2014年10月　「幕末-狼Kick!-」土方歳三役　(シアターグリーン　BIG TREE THEATER)
- 2014年11月　エムキチビート音劇「朱と煤-aka to kuro-」藤堂役(吉祥寺シアター)
- 2014年12月　蜂寅企画「くれない博徒」新免左馬介役（シアターグリーン　BOX in BOX THEATER）
- 2015年1月～2月　アートカンパニーピエロ　大江戸宴舞劇福祭り　徳川家光将軍役　(御座船安宅丸劇場)
- 2015年3月　『TOKYO PUNCHLINER』ブルーグラス役　(渋谷GAME)
- 2015年3月　ユーキースエンターテインメントプロデュース即興劇『王子コメディショー』ゲスト出演　(シアターバビロンのほとりにて)
- 2015年4月　projectdreamer2015『Rainy Blue』主演　浦野誠役　(戸野廣浩司記念劇場)
- 2015年6月　エムキチビート一人芝居企画Fight Alone5th『在る肖像』男役　(エビス駅前バー)
- 2015年7月　宇宙食堂　舞台版『なつのロケット』横瀬ミナト役　(吉祥寺シアター)
- 2015年7月　projectdreamer2015『うたかたSUMMER TIME』主演　大池明役(木星劇場)
- 2015年9月　PUBLIC∴GARDEN!『芥川龍之介-地獄変-』横川の僧都役　(大阪一心寺シアター東京サンモールスタジオ)
- 2015年9月　『一生の砂』道明寺崇役　(笹塚ファクトリー)
- 2015年10月　『R』企画『アイドルR』脚本・出演・作詞作曲　星社長役　(GEKIBA)
- 2015年10月　蜂寅企画『おさらば恋ヶ淵』鏡三郎役　(中野HOPE)
- 2015年10月　アートカンパニーピエロ大江戸宴舞劇『将軍の宴』徳川家光将軍役　(御座船安宅丸劇場)
- 2016年1月　萬屋錦之助一座旗揚げ公演『新白波伝説記』久之新役　(中目黒キンケロシアター)
- 2016年3月～5月　アートカンパニーピエロ大江戸宴舞劇『将軍の宴』徳川家光将軍役　(御座船安宅丸劇場)
- 2016年4月　PUPA公演『FOOLISH』渡辺治役　(シアターグリーン　BIG TREE THEATER)
- 2016年6月～7月　PUBLIC ∴GARDEN!第二回公演『ハッシャ・バイ』男5役　(大阪一心寺シアター東京サンモールスタジオ)
- 2016年8月　エムキチビート第十三廻公演『アイワズライト』フック船長役　(紀伊国屋サザンシアター)
- 2016年9月　蜂寅企画第十一回公演『きら星のごとく』竹ノ屋虎吉役　(シアターグリーンBIG TREE THEATER)
- 2016年11月　エビス駅前バープロデュースfinal公演『葬式クラス』主演日野誠役　(エビス駅前バー)
- 2017年1月　エムキチビート第十四廻公演『赫い月』椎崎次郎役　(座・高円寺1)
- 2017年2月　シザーブリッツ『ゴーストシスターズ！』早風役　(中目黒ウッディーシアター)
- 2017年3月　劇団シアターザロケッツ『ペンション桂木』冴島誠役　(中野ザ・ポケット)
- 2017年3月　『ナリユキ8』大塚レ・サマースタジオ
- 2017年4月　『ピクトグラム』主演千葉ユウスケ役　(シアター風姿花伝)
- 2017年4月～5月　アートカンパニーピエロ大江戸宴舞劇『将軍の宴』徳川家光将軍役　(御座船安宅丸劇場)
- 2017年7月　『センスレス』神様役   (せんがわ劇場)
- 2017年7月　 宇宙食堂10周年記念公演『超絶ブルームーン』オマール役   （吉祥寺シアター）
- 2017年9月　『雨のち晴れ』主演大塚陽介役   (中野HOPE)
- 2017年10月　ZERO BEAT.『野良犬達のBALLAD』　佐藤誠役　(築地ブディストホール）
- 2017年10月　エムキチビートActor's act 『平成人間椅子』　(四ッ谷フラワースタジオ)
- 2017年12月　エムキチビートActor's act 『平成人間椅子』　(四ッ谷フラワースタジオ)
- 2018年1月　劇団ソコソコさいしゅうごう！ 『ゴーコンジャー』ブルー役　(赤坂CHANCEシアター)
- 2018年2月　amipro　伊坂幸太郎殺し屋シリーズ『マリアビートル』　鈴木役　(全労済スペース・ゼロ)
- 2018年4月　y'project『風雪の城～REAR～』黒岩国貞役　(渋谷伝承ホール)
- 2018年5月　アンミカcase1『unravel』柳志郎役　(新宿村LIVE)　トータルプロデュース
- 2018年6月　オッドエンターテインメント『鬼切丸伝』源頼朝役　(全労済スペース・ゼロ)　キャスティングプロデューサー
- 2018年7月　ZERO BEAT.『ハンムラビの箱庭』イガラシシュンサク役　(下北沢Geki地下Liberty)
- 2018年8月　『東京モガ』宮沢武骨役　(中野　テアトルBON BON)
- 2018年9月　Yプロジェクト『白虎隊-獅子たちの什の掟-』松平容保役　(渋谷伝承ホール)　脚色・キャスティングプロデューサー
- 2018年12月　エムキチビート音劇vol.2『世界の終わりに君を乞う。』麻生浩司役他　(銀座博品館劇場)
- 2019年1月　『カルパノーラマ』赤い部屋の主人役　(渋谷伝承ホール)　トータルプロデュース
- 2019年2月　黒薔薇少女地獄特別公演『緋色、凍レル刻ノ世界、永遠』世知原役　(中野ザ・ポケット)　トータルプロデュース
- 2019年3月　テアトルアカデミープロデュース『MARIGOLD～絶望の花言葉～』アン・ヨンファ大佐役(TACCS1179)
- 2019年5月　宇宙食堂『無敵望遠鏡』(吉祥寺シアター)キャスティングプロデューサー
- 2019年6月　ネルケプランニング『錆色のアーマ』羽柴秀吉役他4役(銀河劇場)(岡崎市民会館)(シアター・ドラマシティ)
- 2019年7月　Yプロジェクト×E-Stage Topia提携プロデュース公演『シェイリ　шерри』シャムラーエフ役(渋谷伝承ホール)　トータルプロデュース
- 2019年11月〜12月　E-Stage Topiaプロデュース公演『PETRICHOR』奉郷雅都役(中野HOPE)　トータルプロデュース
- 2020年3月　劇団シアターザロケッツ第十回舞台公演『よつば診療浪漫劇』幸田忍役(中野ザ・ポケット)
- 2020年7月　三栄町LIVE×E-Stage Topia×ミネルヴァエージェンシー提携公演『MECHABETH』ブラックローズ役(渋谷伝承ホール)
- 2020年7月　E-Stage Topiaプロデュース公演『hood』佐藤信也ver(上野ストアハウス)
- 2020年12月　E-Stage Topiaプロデュース公演『メテオソーダ』(上野ストアハウス)
- 2021年4月　宇宙食堂オリジナルメニュー#11『スペースデブリっ娘』筧役(吉祥寺シアター)プロデューサー
- 2021年8月　E-Stage Topiaプロデュース公演『アイドルR2』星社長役(シアターKASSAI)[7]
- 2021年10月　E-Stage Topiaプロデュース公演『タラレバ！』(中野HOPE)[8]
- 2022年1月　E-Stage Topiaプロデュース公演『爆走卍メロス』ローズ榊原役(中野ザ・ポケット)[9]
- 2024年2月　E-Stage Topiaプロデュース『VALENT』(中野ザ・ポケット)[10]
- 2024年7月　E-Stage Topiaプロデュース『Zodiac Candy ～Summer Drops～』(テアトルBONBON)[11]
- 2024年8月　E-Stage Topiaプロデュース『The Circulation Act ALTERNATIVE』(中野ザ・ポケット)[12]
- 2024年11月　劇団シアターザロケッツ第十七回舞台公演『そのアパートでは変身できない』(六行会ホール)[13]
- 2025年5月　劇団シアターザロケッツ プロデュース公演 vol.11『シャンパンタワーが立てられない2025』(中野ザ・ポケット)[14]

### ナレーション
- コスメディア 企業PV

### T　V
- NHK/プロジェクトX ヤンキー 役（NHK）
- 信濃のコロンボ ホスト 役（TX）

- ザ！世界仰天ニュース4時間SP　再現ドラマ「車いすでつないだ友情」大塚訓平役（日本テレビ）

- 「医療捜査官 財前一二三5～湯けむりに沈む殺意！温泉病院殺人事件～」（EX／'14）

### CM
- 【サンティア】営業マン役　現在オンエア中
- 【NTT Docomo】
- 【日清GooTa】
- 【第一生命】
- 【エーザイ】
- 【花王/ソフィーナ】
- 【資生堂/uno】
- 【東京メトロ】
- 【味覚党】

### 雑誌
- 【メルちょ＠】(キューブリック)
- 【Tokyo一週間】(講談社)
- 【BiDaN/ビダン】(バウハウス)
- 【Say】(青春出版社)

## 舞台プロデュース
- 2017年3月　若宮亮プロデュースVol.1『ハッピークイーンとイバラの姫』作・演出　江戸川崇(カラスカ)　(四ッ谷フラワースタジオ)
- 2017年10月 若宮亮プロデュースVol.2『ゆさゆさ』作・演出　平竜(劇団居酒屋ベースボール)脚色　菊川はる(劇団居酒屋ベースボール)

(四ッ谷フラワースタジオ)
- 2018年2月 若宮亮プロデュース×黒薔薇少女地獄『Gothic & Lolitafantasia』作・演出　太田守信(黒薔薇少女地獄)

(四ッ谷フラワースタジオ)
- 2018年3月 若宮亮プロデュースVol.3『ヒカリ』脚本　菊川はる(劇団居酒屋ベースボール)　演出　平竜(劇団居酒屋ベースボール)　(四ッ谷フラワースタジオ)
- 2018年5月 アンミカcase1『unravel』脚本　菊川はる(劇団居酒屋ベースボール)演出　私オム　(新宿村LIVE)　トータルプロデュース
- 2018年6月 若宮亮プロデュース×黒薔薇少女地獄Vol.2『堕天使は薄い本を閉じて』作・演出　太田守信(黒薔薇少女地獄)　(三栄町LIVE STAGE)
- 2018年7月 若宮亮プロデュースVol.4『カウンターバリュー・ペインテッド』作　細川博司(バンダムクラスステージ)　演出　平竜(劇団居酒屋ベースボール  (三栄町LIVE STAGE)
- 2018年8月 若宮亮プロデュースVol.5『雨を忘れる』作・演出　菊川はる　(三栄町LIVE STAGE)
- 2018年9月 若宮亮プロデュース×黒薔薇少女地獄Vol.3『私はここにいる』作・演出　太田守信(黒薔薇少女地獄) (三栄町LIVE STAGE)
- 2018年10月 若宮亮プロデュースVol.6『ふりむかないで』脚本　米内山陽子(チタキヨ)　演出　黒川竹春　(三栄町LIVE STAGE)
- 2018年12月 若宮亮プロデュースVol.7『宇宙の片隅で僕は君に話しかけたかった。』脚本・演出　新井総(宇宙食堂)　(三栄町LIVE STAGE)
- 2019年1月 Yプロジェクト×Zero Project×E-Stage Topia提携公演『カルパノーラマ』脚本　太田守信(エムキチビート／黒薔薇少女地獄)演出  下平慶祐　渋谷伝承ホール)　トータルプロデュース
- 2019年2月 黒薔薇少女地獄特別公演『緋色、凍レル刻ノ世界、永遠』作・演出　太田守信(黒薔薇少女地獄)　(中野ザ・ポケット)　トータルプロデュース
- 2019年3月 若宮亮プロデュースVol.8『通勤急行大爆破』作　細川博司(バンダムクラスステージ)　演出　平竜　(三栄町LIVE STAGE)
- 2019年9月 黒薔薇少女地獄Vol.3『天使はエロ本を閉じて／非リア充同盟最期の一日』演出　太田守信(黒薔薇少女地獄) (三栄町LIVE STAGE)
- 2019年5月 Bixbite Createプロデュース公演Vol.2『堕天使は薄い本を閉じて』脚本・演出　太田守信(黒薔薇少女地獄／エムキチビート)　(テアトルBONBON)  トータルプロデュース
- 2019年5月～6月 黒薔薇少女地獄Vol.4『Gothic & Lolitafantasia3』脚本　太田守信(黒薔薇少女地獄)／春日陽向　演出　太田守信(黒薔薇少女地獄)　(三栄町LIVE STAGE)
- 2019年7月 Yプロジェクト×E-Stage Topia提携プロデュース公演『シェイリ　шерри』脚本・演出　下平慶祐　(渋谷伝承ホール)　トータルプロデュース
- 2019年7月 若宮亮プロデュースVol.9『GRIMM'S LESSON』脚本・演出　佐藤信也(疾駆猿) (三栄町LIVE STAGE)
- 2019年8月 黒薔薇少女地獄Vol.5『美シヒ國ハ、文化ノ明日ヲ蝕ムカ否カ』脚本・演出 太田守信(黒薔薇少女地獄)　(三栄町LIVE STAGE)
- 2019年11月 三栄町LIVE×新井総特別公演『満月の夜に、君は僕に優しい嘘ついた。』脚本・演出　新井総(宇宙食堂)　(三栄町LIVE STAGE)
- 2019年11月〜12月 三栄町LIVE×黒薔薇少女地獄Vol.6『堕天使は薄い本を閉じて〜恋の暴走半島編〜』脚本・演出　太田守信(黒薔薇少女地獄)　(三栄町LIVE STAGE)
- 2019年11月〜12月 E-Stage Topiaプロデュース公演『PETRICHOR』脚本・演出　佐藤信也(疾駆猿)　(中野HOPE)　トータルプロデュース
- 2020年7月　三栄町LIVE×E-Stage Topia×ミネルヴァエージェンシー提携公演『MECHABETH』(渋谷伝承ホール)脚本・演出　江戸川崇(カラスカ)
- 2020年7月　E-Stage Topiaプロデュース公演『hood』佐藤信也ver(上野ストアハウス)脚本・演出　佐藤信也(疾駆猿)
- 2020年7月〜8月　E-Stage Topiaプロデュース公演『hood』黒薔薇少女地獄ver(上野ストアハウス)脚本・演出　太田守信(黒薔薇少女地獄/エムキチビート)
- 2020年9月　E-Stage Topiaプロデュース公演『オオナムチ』(テアトルBONBON)脚本　 細川博司(バンタムクラスステージ) ・演出　平竜
- 2020年11月　E-Stage Topiaプロデュース公演『僕はそれを、青と呼ぼう。2020』(上野ストアハウス)脚本・演出　 高瀬友規奈
- 2020年12月　E-Stage Topiaプロデュース公演『メテオソーダ』(上野ストアハウス)脚本・演出　新井総(宇宙食堂)
- 2021年1月　 ALPHA　Entertainment　×　E-Stage Topia プロデュース新春公演  『サクラニオドレ』(渋谷伝承ホール)脚本・演出　江戸川崇(カラスカ)
- 2021年4月　宇宙食堂オリジナルメニュー#11『スペースデブリっ娘』(吉祥寺シアター)脚本・演出　新井総(宇宙食堂)
- 2021年4月〜5月　E-Stage Topiaプロデュース公演『堕天使は薄い本を閉じて　復活公演』(上野ストアハウス)脚本・演出　太田守信(黒薔薇少女地獄/エムキチビート)
- 2021年7月〜8月　E-Stage Topiaプロデュース公演『the Circulation ACT』DEPARTURES/IRREVERSIBLE/CONSEQUENCE(テアトルBONBON)脚本・演出　佐藤信也(疾駆猿)
- 2021年8月　E-Stage Topiaプロデュース公演『アイドルR2』(シアターKASSAI)脚本・演出　江戸川崇(カラスカ)
- 2021年10月　E-Stage Topiaプロデュース公演『タラレバ！』(中野HOPE)脚本・演出　荒木太朗(シアターザロケッツ )
- 2022年1月　E-Stage Topiaプロデュース新春公演『爆走卍メロス』(中野ザ・ポケット)脚本・演出　江戸川崇(カラスカ)
- 2022年3月　E-Stage Topiaプロデュース公演『亡国ニ祈ル天ハ、アラセラレルカ』(中野ザ・ポケット)脚本・演出　太田守信(黒薔薇少女地獄/エムキチビート)
- 2023年7月　E-Stage Topiaプロデュースオトメイトステージvol.1 メロメロ活劇『忍び、恋うつつ ～猿飛咲助ノ巻～』(中野ザ・ポケット)脚本・演出　江戸川崇(カラスカ)

## 楽曲
- 作詞(若宮亮)・作曲(若宮亮&永井カイル)『love the world』(Rainbow☆Moonstar)
- 作詞(若宮亮)・作曲(若宮亮&永井カイル)『Let's get it on!-Dive to World-』(Rainbow☆Moonstar)
- 作詞(若宮亮)・作曲(若宮亮&永井カイル)『Secret World』(Rainbow☆Moonstar)
- 作詞(若宮亮)・作曲(若宮亮&永井カイル)『Beatiful World』(星社長)
- 作詞(若宮亮)・作曲(若宮亮&山光涼)『Shining Star』(Rainbow☆Moonstar)
- 作詞(若宮亮)・作曲(若宮亮&山光涼)『プレゼント』(Rainbow☆Moonstar)
- 作詞(若宮亮)・作曲(若宮亮&山光涼)『rain』(星社長)
- 作詞(若宮亮)・作曲(若宮亮&永井カイル)『TOKYO』(アンミカ。)
- 作詞(若宮亮)・作曲(若宮亮&永井カイル)『スマイルフィーバー』(アンミカ。)